# Публій Муммій Сізенна
Публій Муммій Сізенна (лат. Publius Mummius Sisenna; близько 90 — після 135) — державний та військовий діяч Римської імперії, консул 133 року.

## Життєпис
Походив з роду Мумміїв Сізенн з Бетіки. Про його батьків мало відомостей. Стосовно кар'єри нічого невідомо. Проте в часи Адріана він вже вважався досвідченим управлінцем та військовиком. У 133 році став консулом разом з Марком Антонієм Хібером. З 133 до 135 року як проконсул керував провінцією Британія. Під час своєї каденції зміцнив вал Адріана, розширивши його укріплення в області племені карветів (сучасна Камбрія, Велика Британія). Про подальшу долю немає відомостей.

## Родина
- Публій Муммій Сізенна Рутіліан, консул-суффект 146 року